# Tullstorps församling
Tullstorps församling var en församling i Lunds stift och i Trelleborgs kommun. Församlingen uppgick 2002 i Källstorps församling.

## Administrativ historik
Församlingen har medeltida ursprung.
Församlingen utgjorde till 1542 ett eget pastorat för att därefter till 1 maj 1929 vara moderförsamling i pastoratet Tullstorp och Svenstorp. Från 1 maj 1929 till 1962 vara församlingen annexförsamling i pastoratet Östra Vemmenhög, Västra Vemmenhög, Tullstorp och Svenstorp. Från 1962 till 2002 var den annexförsamling i pastoratet Källstorp, Lilla Beddinge, Östra Klagstorp och Tullstorp som från 1974 även omfattade Hemmesdynge, Södra Åby, Östra Torp, Lilla Isie och Äspö församlingar. Församlingen uppgick 2002 i Källstorps församling.-

## Kyrkor
- Tullstorps kyrka